# Antonio Larsimont Pergameni
Antonio Larsimont Pergameni (Villa d'Almè, 30 maggio 1912 – Sidi El Barrani, 26 giugno 1942) è stato un militare e aviatore italiano, che fu un pluridecorato asso della Regia Aeronautica durante la Guerra civile spagnola e la seconda guerra mondiale, conseguendo un totale di 7 vittorie aeree accertate, 1 probabile e 4 in collaborazione, venendo decorato con una Medaglia d'oro e quattro d'argento al valor militare.

## Biografia
Nacque a Villa d'Almè il 30 maggio 1912, figlio di Gustavo. All'età di 20 anni si arruolò nella Regia Aeronautica, frequentando la Regia Accademia Aeronautica di Caserta, da cui uscì con il grado di sottotenente pilota.
Nel corso del 1936 partì volontario per la Spagna, inquadrato nella 3ª Escuadrilla de Caza del Tercio al comando del capitano Goliardo Mosca. Assunse il comando della squadriglia per un breve periodo a partire dal 13 novembre, quando Mosca rimase ferito in combattimento. con l'arrivo di un ulteriore gruppo di piloti e aerei tramite il piroscafo Aniene, sbarcati in terra di Spagna nel febbraio 1937 fu costituita l'Aviazione Legionaria, dotata di due gruppi caccia equipaggiati con i biplani Fiat C.R.32. Egli entrò a far parte del II Gruppo Caccia Terrestre (2º Gruppo volo) del tenente colonnello Alberto Canaveri,  assumendo il comando della 6ª Squadriglia, un'unità inizialmente destinata a ruoli di riserva.
Nel mese di aprile le unità dell'Aviazione Legionaria furono riorganizzate, e il 22 dello stesso mese egli passò in servizio al neocostituito XVIII Gruppo Caccia "Asso di Bastoni" (18º Gruppo caccia), al comando del maggiore Andrea Zotti, come comandante della 20ª Squadriglia. Rimase in terra iberica, come comandante della 20ª Squadriglia, fino al dicembre 1937 quando fu sostituito dal capitano Carlo Calosso. A quell'epoca era accreditato di quattro vittorie individuali, una in compartecipazione, e decorato con due Medaglie d'argento al valor militare e con la Medalla Militar Collectiva spagnola. 
Il 26 marzo 1938 sostituì il capitano Aldo Remondino al comando della 97ª Squadriglia, 9º Gruppo del 4º Stormo Caccia Terrestre di stanza a Gorizia, ed equipaggiata ai C.R.32.
Dopo l'entrata in guerra dell'Italia, il 10 giugno 1940, il 9º Gruppo prese parte alle operazioni sul fronte occidentale, ed il mese successivo, dotato dei Fiat C.R.42 Falco, fu trasferito sull'aeroporto di Comiso (Sicilia) iniziando ad operare contro l'isola di Malta.
Il 13 luglio il 9º Gruppo, al comando del maggiore Ernesto Botto, fu trasferito in Africa settentrionale italiana basandosi sull'aeroporto di Tripoli. Dopo un intenso ciclo di combattimenti, il 9 dicembre Botto rimase ferito in un incidente stradale, ed egli lo sostituì al comando del 9º Gruppo. In seguito all'offensiva inglese, il 12 dicembre il 9º Gruppo si trasferì a Derna (Aeroporto di Martuba), e il giorno successivo egli colse la sua prima vittoria individuale. Mentre scortava 5 bombardieri Savoia-Marchetti S.79 Sparviero della 60ª Squadriglia del 33º Gruppo Autonomo Bombardamento Terrestre, che attaccavano concentrazioni di truppe e mezzi corazzati nemici vicino a Sollum impegnò combattimento con una formazione di caccia sei Gloster Gladiator del No.3 RAAF Squadron abbattendone uno,  ma subendo a sua volta gravi danni che lo costrinsero ad atterrare in emergenza a Monastir (Tunisia). Tale campo era stato abbandonato dagli italiani in ritirata, e il caccia andò perduto, ma egli raggiunse a piedi la vicina via Balbia venendo recuperato da un camion di passaggio, e facendo ritorno alla propria unità. Il 25 dicembre ciò che rimaneva del 4º Stormo rientrò a Gorizia, in Italia, per essere riequipaggiato con i monoplani Aemacchi C.200 Saetta ricevendo poi, nel luglio 1941, i più moderni Aemacchi C.202 Folgore. Nel settembre dello stesso anno lo Stormo fu trasferito nuovamente in Sicilia, rientrando in azione sui cieli di Malta. Durante questo ciclo operativo rivendicò due aerei sicuramente abbattuti, un Supermarine Spitfire (25 ottobre) e un Hawker Hurricane (21 novembre), più un altro Hurricane come probabile (22 ottobre). Verso la fine del 1941 fu promosso al grado di maggiore per meriti di guerra, e dopo un breve periodo di riposo durante l'inverno, partecipò ad un nuovo ciclo operativo su Malta, durato fino all'inizio dell'estate del 1942. Verso la fine del mese di maggio il 4º Stormo fu trasferito in Africa settentrionale per partecipare alla grande offensiva dell'Asse condotta dal generale Erwin Rommel. Cadde in combattimento su Sidi El Barrani il 26 giugno 1942, e alla sua memoria fu decretata la concessione della Medaglia d'oro al valor militare, massima decorazione italiana. Una via di Fiumicino porta il suo nome.

### Annotazioni
1. ↑  Durante il periodo trascorso in Accademia strinse sincera amicizia con Giorgio Graffer.
2. ↑  Il Capitano Mosca era arrivato a Siviglia con nove aerei ed altrettanti piloti del 6º Stormo Caccia Terrestre nell'ottobre 1936.
3. ↑  Rientrato successivamente in servizio, Goliardo Mosca rimase ucciso in un incidente aereo il 19 dicembre 1936, e fu poi decorato con la medaglia d'oro al valor militare alla memoria.
4. ↑  Il Gruppo era formato da 4ª Squadriglia (capitano Vincenzo Dequal), 5ª Squadriglia (capitano Armando François), e 6ª Squadriglia (Antonio Larsimont Pergameni).
5. ↑  Entrò in collisione con un caccia Gladiator mentre stava impegnando combattimento con il capo formazione inglese. L'aereo britannico perse entrambe le ali e cadde al suolo, con il pilota che riuscì a salvarsi lanciandosi con il paracadute.
6. ↑  Creduto morto dai suoi piloti, un messaggio di cordoglio era già giunto da Roma.
7. ↑  Il 27 febbraio 1941 lasciò temporaneamente il comando del 9º Gruppo al tenente colonnello Marco Minio Paluella.
8. ↑  Durante questo ciclo operativo il 9º Gruppo fu basato sull'aeroporto di Sciacca.
9. ↑  A quell'epoca era stato decorato con altre due Medaglie d'argento al valor militare.

### Fonti
1. 1 2 3 4  Ufficio Storico dell'Aeronautica Militare 1969, p. 196.
2. 1 2 3 4 5 6 7  Gustavsson, Slongo 2009, p. 43.
3. ↑  Logoluso 2010, p. 24.
4. 1 2  Logoluso 2010, p. 33.
5. ↑  Logoluso 2010, p. 40.
6. ↑  Logoluso 2010, p. 64.
7. 1 2  Ufficio Storico dell'Aeronautica Militare 1977, p. 32.
8. 1 2 3 4 5  Ufficio Storico dell'Aeronautica Militare 1977, p. 33.
9. 1 2 3  Gustavsson, Slongo 2009, p. 44.
10. ↑  Ufficio Storico dell'Aeronautica Militare 1977, p. 34.
11. ↑  Bollettino Ufficiale 1943, dispensa 22, pagina 1333, e dispensa 30, pagina 1870.
12. ↑  Bollettino Ufficiale 1941, suppemento 1, registrato alla Corte dei Conti il 25 luglio 1941, registro 2 Aeronautica, foglio n.328.
13. ↑  Bollettino Ufficiale 1941, suppemento 1, registrato alla Corte dei Conti il 28 gennaio 1943, registro 15 Aeronautica, foglio n.110.
14. ↑  Registrato alla Corte dei Conti addì 13 maggio 1942, registro n.20 Aeronautica, foglio 392.